# Tenshi College
Il Tenshi College è un'università privata di indirizzo cattolico con sede a Sapporo, in Giappone.

## Storia
Le origini dell'istituto risalgono a un ospedale intitolato agl Angeli e fondato nel 1911 dalle suore francescane missionarie di Maria, giunte a Sapporo nel 1908. Presso l'ospedale nel 1947 fu aperto una scuola per la formazione delle infermiere, che fu elevata al rango di "junior college" nel 1950 e di college nel 2000. Sempre nel 2000, furono ammessi ai corsi i primi studenti di sesso maschile.